# Rok pierwszy (film 1960)
Rok pierwszy – polski film wojenny z 1960 w reżyserii Witolda Lesiewicza. Adaptacja powieści Aleksandra Ścibora-Rylskiego.
Plenery: Łęczna (województwo lubelskie).

## Fabuła
Posterunek milicji w małym lubelskim mieście zostaje w 1944 roku objęty przez sierżanta Otrynę. Poprzedni komendant i jego podwładni są członkami AK w głębokiej konspiracji. Podstawowym czynnikiem komplikującym współpracę starego komendanta z nowym jest ich wzajemna nieufność.

## Obsada aktorska
- Stanisław Zaczyk − sierżant Otryna
- Leszek Herdegen − kapral Dunajec
- Aleksandra Śląska − Dorota
- Roman Zawistowski − Pielewicz
- Henryk Bąk − rządca Tatarczuk
- Witold Pyrkosz − Migułka
- Zdzisław Kuźniar − Zwoleń
- Maria Bednarska − Gęślicka
- Kazimierz Opaliński − ojciec Otryny
- Eugeniusz Robaczewski − Wirecki
- Lech Wojciechowski − Jakielski
- August Kowalczyk − Krosno
- Zdzisław Mrożewski − Wołoka
- Stanisław Wyszyński − Patka
- Kazimierz Meres − kapitan Zbaraż
- Jerzy Nowak − młynarz
- Adam Perzyk − knajpiarz
- Katarzyna Łaniewska − kelnerka
- Wacław Kowalski − piekarz
- Andrzej Krasicki − oficer UB
- Zdzisław Szymborski − milicjant grający na harmonijce